# شاریداک ۵۵۸۰
سیارک ۵۵۸۰ (به انگلیسی: 5580 Sharidake، نامگذاری:1988RP1) پنج هزار و پانصد و هشتادمین سیارک کشف شده‌است که در ۱۰ سپتامبر ۱۹۸۸ کشف شد.
قدر مطلق سیارک برابر ۱۳٫۲۰ است.